# Тутуль Шіу
Тутуль Шіу — давня науа-маянська династія, яка дала назву державі зі столицями в Ушмалі та Мані. Також її представники володарювали в місті-державі Калотмуль. Тривалий час боролася за панування над Юкатаном. Під час вторгнення іспанських конкістадорів сприяла підкоренню юкатанських мая загарбникам.

## Походження
Веде свій початок від племені або народності, відомої як тутуль шіу або шіу. Поява цієї племінної групи на Юкатанському півострові вченими ще достеменно не вивчено. Є кілька припущень з цього приводу, але жодне не доведено з достатньою переконливістю. Єдиний факт, визнаний усіма — це те, що Тутуль Шіу були для мая чужими, іноземцями.
Власне їхнє ім'я мексиканського (з центральної або південної частини) походження. Є кілька перекладів цього імені. Найбільш поширену думку висловлює Г. Спінден, який вважає, що це слово на науа читається Шіухтототль, тобто «Бірюзовий птах». На оригіналі генеалогічного древа Шіу, який зберігся дотепер, написано Тутуль Шіух. Цей факт підкреслюють свідоцтва мексиканського походження в ім'я Ах Куат Шіу в родинному генеалогічному древі династії. Куат — це маянська вимова слова «коатль» — змія (на науа), а також корона, або урочистий головний убір, який зображено на засновникові династії та дуже нагадує «шіухцонтлі» — бірюзову мозаїчну корону ацтеків, яку міг носити лише їх верховний правитель тлакатекутлі.

## Заснування держави
Відповідно до їхніх власних переказів спочатку мешкали в країні з науатланською назвою Тулапан Чіконахт'ан («Дев'ять країн Річки Очеретів»). На думку маяністів, ця місцевість, швидше за все, розташовувалася в низов'ях річок Усумасінта і Гріхальва. Потім, після 40 або 80-річних поневірянь безлюдними і безводними місцевостями Юкатану Тутуль Шіу прийшли в місцевість Чак-Набітон, в якій більшість сучасних дослідників вбачають пагорби Пуук. Очолював їх вождь на ім'я Ах-Куй-Ток' («Філін з Кремніевими Вістрями»).
Дату появи Тутуль Шіу на Юкатані — к'атун 10 Ахау (вказано в Чилам-Балам) — співвідносять з європейським численням — 909—928 роками. Це бачиться прийнятною і найбільш узгодженою датою появи Шіу в Юкатані. Інші вчені дотримується найбільш ранніх дат і вважають, що одна група Тутуль Шіу на чолі з Холон-Чан-Тепеу прибула до Чак Новітан у 1008 році, а інша на чолі з Ах-Куй-Ток'ом заснувала Ушмаль (в області, що є сусідами з передбачуваним Чак Новітаном) в 987—1007 роках.
Відповідно до свідчень, зібраних Дієго де Ландою, та відомостей з Чилам-Балама, Тутуль Шіу вимушені були визнати зверхність держави тольтеків зі столицею в Чичен-Іці. Натомість отримали титул халач-вінік та стали членами Маяпанської ліги. Разом з тим вони займалися розбудовою власної держави. Достеменно невідомо: Тутуль шіу заснували Ушмаль з самого початку або захопили наявне поселення інших мая, де згодом звели свою столицю.

## Боротьба за владу
З посилення власної ваги на півострові, збільшення надходжень від торгівлі сприяло політичним амбіціям представників династії. В середині XII ст. їхня держава зі столицею в Ушмалі являла значну силу. Втім Тутуль Шіу не могли самостійно протистояти володарям Чичен-іци. Тому у 1185 році Тутуль Шіу уклали союз з Маяпаном та Ісамалєм, який отримав назву Маяпанська ліга. У 1194 році союзники — Чан-Токіль Тутуль Шіу, халач-вінік Ушмаля, Хунакеель, халач-вінік Маяпану, Ах-Вуліль, халач-вінік Ісамаля, утворили коаліцію й виступили проти Чичен-Іци. Того ж року війська Ушмаля у битві поблизу Чикін-Чеена («Західного колодязя») завдали рішучої поразки війську на чолі із Хапай-Каном, верховним жерцем Чичен-Іци. Потім брали участь у захоплені й плюндруванні Чичен-Іци.
Тутуль шіу зуміли скинути залежність від Чичен-Іци, але тут же вступили в боротьбу за гегемонію з Маяпаном. З одного боку, вдалося відбити наступ останнього, з другого — відмовитися від прагнення контролювати Юкатан. Становище держави Тутуль Шіу в цей час недостатньо вивчено, втім, напевне, Ушмаль вимушений був визнавати першість Маяпану.
Тому наприкінці 1220-х років війська Тутуль Шіу підтримали Кокомів у боротьбі за владу в Маяпані, розраховуючи послабити суперника й стати гегемонами півострова. Але Кокоми, затвердившись у Маяпані, зуміли нав'язати Тутуль Шіу свою владу. Останні знову вимушені були визнати зверхність Маяпану.
До середини XV ст. війська Ушмаля брали участь в усіх походах Маяпану, зберігає свій підлеглий статус. Але у 1441 році, скориставшись амбіціями Кокомів, що бажали ще більше посилити свій вплив й централізацію імперії, халач-вінік Ах-Шупан Тутуль-Шіу прихилив на свій бік численних васалів Маяпану. після цього пвстав, знищив військо Кокомів, захопив їх столицю, знищивши усіх представників ворожої династії (окрім одного, що заснував нову державу в Сотуті).
Деякий час Тутуль Шіу намагалися затвердитися в Маяпані й замінити Кокомів як гегемонів Юкатану, проте їх амбіції призвели лише до розпаду єдиної маянської держави Юкатану. У 1461 році Тутуль шіу остаточно відмовилися від боротьби за Маяпан.

## Занепад
Наприкінці XV ст. володар Тутуль Шіу внаслідок великої епідемії, яка завдало значної шкоди держави й самій династії — переніс столицю з Ушмаля до Мані. Було укладено союзи з державами Хокаба (династі Івіт) й Ах-К’-н-Чель (династія Чель) проти коаліції на чолі з Сотутою (династія Кокомів). Разом з тим боротьба за гегемонію на Юкатані з династією Кокомів з Сотути не призвело до піднесення Тутуль Шіу, лише послаблювала усі царства Юкатана. У 1496 році були активними учасниками великої війни, що охопила весь півострів, проте лише виснажила тутуль шіу та інші царства.
У 1520-х роках з огляду на загрозу з боку іспанських конкістадорів Тутуль Шіу на деякий час замирилися зі своїми суперниками — маянськими держави, що дозволило до 1531 року вигнати загарбників із земель мая. Втім після цього царство тутуль шіу зазнало епідемії та природних катастроф. У 1536 році їх володаря Ах-Сійяха було підступно вбито Кокомами. Цей підступ призвів до переходу Тутуль шіу на бік іспанців, що зрештою у 1542—1545 роках сприяло підкореню усього Юкатану Іспанській короні.
Представники династії незабаром хрестилися, визнали зверхність короля Іспанії. Разом з тим їх держава припинило своє існування. Сам рід зберіг особисті володіння, його представники протягом 2-ї пол. XVI — XVII ст. обіймали посади в колоніальній адміністрації. В межах колишньої держави Тутуль Шіу почали діяти католицькі місіонери.

## Відомі представники
- Хун-Віціль-Чак, 1-й відомий вождь, засновник рода. Вивів тутуль-шіу з Тулапан Чіконахт'ану.
- Ах-Куй-Ток' (д/н-1007), засновник держави в Ушмалі
- Холон-Чан-Тепеу, вождь в Ча-Новітані
- Чан-Токіль (д/н-1210), сприяв занепаду Чичен-Іци
- Ах-Шупан (д/н-1485), повалив владу Кокомів
- Ах Ц’ун (д/н-1498), переніс столицю до Мані
- Ах-Оп Шіу
- На-П’оль Шіу
- Ах-Сійях Шіу (д/н-1536), успішно боровся проти іспанців, загинув від Кокомів
- Мо-Чан (в крещені Дон Мельхор (д/н-1545), сприяв підкоренню Юкатану іспанцями
- К’у’кум Шіу (Дон Франсиско де Монтехо Шіу), останній правитель держави (пом. 1557)
- Гаспар Антоніо Хі (1531-1610), історик, автор праці «Відомості з Юкатану».